# Toén
Toén è un comune della provincia di Ourense di 2 511 abitanti situato nella Galizia.